# Richard Boer
Richard Constant Boer, ook wel Rich. C. Boer, (Leeuwarden, 30 juli 1890 – Bloemendaal, 20 december 1991) was een Nederlands klavecinist, pianist en op bescheidener schaal ook kapelmeester.
Hij was zoon van Helena Johanna Walther en Richard Constant Boer. Hij was broer van Coenraad Lodewijk Walther Boer. Voor zover bekend bleef hij zelf ongetrouwd.
Hij kreeg zijn piano-opleiding in Zwitserland en was op het klavecimbel autodidact. Na het vertrek in 1911 van Herman de Jong als kapelmeester van het Stedelijk Muziekcorps ging het orkest op zoek naar een nieuwe leider. De Jong kon geen goed contact meer leggen met de musici, die zelfs nog een eigen orkestje hadden opgericht (Muziekvereniging Unisono). De Jong vroeg pensioen aan en het orkest schreef een auditie uit, waarop een aantal Friese gegadigden op af kwamen, waaronder J.H. de Rook uit het muziekgezin De Rook.
Twee gegadigden bleven over: Boer uit Amsterdam en Jan Paardekoper uit Purmerend. Het werd Richard Boer, die vanaf 1 april 1912 de dirigeerstok zwaaide; niet alleen over dit orkest, maar ook van het koor Concordia. Boer had het voordeel dat hij als Fries al enigszins bekend was en dat zijn broer Louis Voer cello ook in het noorden bekend was.
Zijn aanstelling betekende meteen een grote vernieuwing in het orkest; men moest op eigen functie solliciteren om de loopbaan verder te kunnen voortzetten; er werden dertig musici van de 47 (opnieuw) aangenomen.
De Boer zou maar twee jaar blijven, want hij solliciteerde in 1914 naar het leraarschap aan het Conservatorium van Amsterdam. Onder advies van Wouter Hutschenruijter (1859-1943) werd Jan Paardekoper de nieuwe dirigent. In plaats van direct naar Amsterdam te gaan vertrok hij naar Luzern alwaar hij les in klavecimbelspel gaf aan het plaatselijk conservatorium, maar ook het Stedelijk orkest aldaar leidde (Städt. Musikdirektor) en het Luzerner Chor. In 1930 begon dan toch een lange periode aan het conservatorium van Amsterdam (vanaf 1932 ook Leiden); hij werd er door Sem Dresden apart voor aangesteld om heen-en-weer reizen van Pauline Aubert te voorkomen. Hij werd wel gezien als de eerste professionele Nederlandse klavecinist, maar was ook de eerste klavecimbelleraar aan genoemd conservatorium. Leerlingen van hem zijn Janny van Wering, Jaap Spigt, Coby Spigt, Woltera Wansink en Tera de Marez Oyens.  
Boer was bevriend met Willem Mengelberg. De Willem Mengelberg Vereniging (waarvan Boer lid was) stond in maart 1992 even stil bij zijn overlijden. Contact tussen Mengelberg en Boer leidde ertoe dat Boer wel eens meespeelde in het Concertgebouworkest. Zij memoreerde ook dat Richard Boer ook één concert heeft geleid van dat orkest en wel op 23 mei 1934 in de Stadsgehoorzaal Leiden. Broer Louis Boer stond trouwens ook een maal voor het orkest (1924) 
Richard C. Boer werd gecremeerd op Westerveld.